# Haverhill (Nou Hampshire)
Haverhill és una població dels Estats Units i seu del comtat de Grafton a l'estat de Nou Hampshire. Segons el cens del 2000 tenia 4.416 habitants.

## Demografia
Segons el cens del 2000, Haverhill tenia 4.416 habitants, 1.755 habitatges, i 1.147 famílies. La densitat de població era de 33,4 habitants per km².
Dels 1.755 habitatges en un 28,3% hi vivien nens de menys de 18 anys, en un 52,6% hi vivien parelles casades, en un 8,7% dones solteres, i en un 34,6% no eren unitats familiars. En el 27,9% dels habitatges hi vivien persones soles el 12,9% de les quals corresponia a persones de 65 anys o més que vivien soles. El nombre mitjà de persones vivint en cada habitatge era de 2,38 i el nombre mitjà de persones que vivien en cada família era de 2,91.
Per edats la població es repartia de la següent manera: un 23,6% tenia menys de 18 anys, un 7,5% entre 18 i 24, un 26,6% entre 25 i 44, un 24,6% de 45 a 60 i un 17,6% 65 anys o més.
L'edat mediana era de 40 anys. Per cada 100 dones de 18 o més anys hi havia 94,1 homes.
La renda mediana per habitatge era de 36.853$ i la renda mediana per família de 44.816$. Els homes tenien una renda mediana de 27.100$ mentre que les dones 23.828$. La renda per capita de la població era de 17.465$. Entorn del 6,4% de les famílies i el 6,8% de la població estaven per davall del llindar de pobresa.